# Ion Antonescu
Ion Antonescu (/ˌæntəˈnɛskuː/; tiếng Romania: [i'on antoˈnesku] ⓘ; 14 tháng 6 [O.S. 2 tháng 6] 1882 – 1 tháng 6 năm 1946) là một sĩ quan quân đội và thống chế người Romania, ông đã chủ trì hai chế độ độc tài thời chiến với tư cách là Thủ tướng và Conducător trong hầu hết Thế chiến II. Là người chịu trách nhiệm trong việc tạo điều kiện cho cuộc diệt chủng Holocaust ở Romania, ông đã bị xét xử vì tội ác chiến tranh và bị hành quyết vào năm 1946.
Là một sĩ quan quân đội Romania đã nổi tiếng trong cuộc nổi loạn của nông dân năm 1907 và chiến dịch Romania trong Thế chiến thứ nhất, Antonescu là người theo chủ nghĩa bài Do Thái, vì thế đã đồng cảm với chính trị cực hữu và phe phát xít. Ông là tùy viên quân sự tại Pháp và sau đó là Tổng tham mưu trưởng, từng giữ chức Bộ trưởng Quốc phòng một thời gian ngắn trong nội các Cơ đốc giáo quốc gia của Octavian Goga cũng như Nội các Cristea đầu tiên, trong đó ông cũng giữ chức Bộ trưởng Không quân và Hải quân. Vào cuối những năm 1930, lập trường chính trị của ông đã khiến ông xung đột với Vua Carol II và dẫn đến việc ông bị giam giữ. Antonescu đã nổi lên trong chính trường qua cuộc khủng hoảng chính trị năm 1940 và thành lập Nhà nước Quân đoàn Dân tộc, một quan hệ đối tác không mấy dễ dàng với Horia Sima của Đội cận vệ Sắt. Sau khi đưa Romania vào liên minh với Đức Quốc xã, ông đã loại bỏ Đội cận vệ trong Cuộc nổi loạn Quân đoàn năm 1941. Ngoài việc là Thủ tướng, ông còn giữ chức Bộ trưởng Ngoại giao và Bộ trưởng Quốc phòng trong nội các của chính mình. Ngay sau khi Romania tham gia Phe Trục trong Chiến dịch Barbarossa, giành lại Bessarabia và Bukovina, Antonescu cũng trở thành Thống chế của Romania.
Là một nhân vật không điển hình trong số những kẻ thực hiện cuộc diệt chủng Holocaust, Antonescu đã thực thi các chính sách và là người phải chịu trách nhiệm cho cái chết của hơn 400.000 người, hầu hết là người Do Thái Bessarabia, Ukraine và Romania, cũng như người Romani Romania. Sự đồng lõa của chế độ trong cuộc diệt chủng Holocaust kết hợp các cuộc tàn sát và giết người hàng loạt như vụ Thảm sát Odessa năm 1941 với thanh trừng sắc tộc và trục xuất có hệ thống người dân đến Transnistria. Tuy nhiên, hệ thống hiện tại được đặc trưng bởi những mâu thuẫn riêng biệt, ưu tiên cướp bóc hơn là giết chóc, tỏ ra khoan hồng với hầu hết người Do Thái ở Vương quốc Cũ và cuối cùng từ chối áp dụng Giải pháp cuối cùng. Điều này trở nên khả thi vì Romania, với tư cách là đồng minh cấp dưới của Đức Quốc xã, không bị Wehrmacht chiếm đóng và duy trì được một mức độ tự chủ về chính trị.
Các cuộc tấn công trên không vào Romania của quân Đồng Minh vào năm 1944 và thương vong nặng nề ở Mặt trận phía Đông đã thúc đẩy Antonescu mở các cuộc đàm phán hòa bình với Đồng Minh, nhưng không có kết quả. Vào ngày 23 tháng 8 năm 1944, Vua Mihai I đã lãnh đạo một cuộc đảo chính chống lại Antonescu, người đã bị bắt; sau chiến tranh, ông bị kết tội về tội ác chiến tranh và bị hành quyết vào tháng 6 năm 1946. Sự tham gia của ông vào cuộc diệt chủng Holocaust đã được chính thức tái khẳng định và lên án sau báo cáo của Ủy ban Wiesel năm 2003.